# Poyarkovite
La poyarkovite è un minerale.